# Патмос
Патмос (грч. Πάτμος) је једно од острва групе Додеканеза у источној Грчкој. Управно острво припада округу Калимнос у оквиру Периферији Јужни Егеј, где са околним острвцима и хридима чини посебну општину. Главно место на острву је Хора.
Патмос је веома важно верско средиште у Грчкој. На њему је крајем 1. века боравио у изгнанству св. апостол Јован Богослов, који је за време свог изгнанства написао Књигу Откровења (у тзв. Пећини Апокалипсе). Такође, стари град Патмос спада у групу најочуванијих старих градова на Егејском мору, па је он заједно са важним верским местима, манастиром Св. Јована Богослова и Пећином Апокалипсе, стављен на списак Културне Баштине УНЕСКОа. Библиотека манастира Св. Јована Богослова поседује богату збирку византијских рукописних књига.
На Патмосу се налази и чувена православна богословија Патмијада (грч. Πατμιάς Σχολή), коју је 1713. основао монах Макарије Калогерас. У ту школу намеравао је да се упише Доситеј Обрадовић 60-их година 18. века, али га је пут одвео у Смирну.

## Природни услови
Патмос је најсеверније острво Додеканеза и најближе значајније острво је Икарија, која не припада Додеканезу, на око 30 km ка северозападу. Острво је мало, планинско и каменито. Обала Патмоса је разуђена. Острво је веома издужено у правцу север-југ око 12-13 km, а релативно уско у правцу исток-запад 3-5 km. Патмос има бројне мале заливе са скривеним плажама.
Клима Патмоса је средоземна са дугим, сушним летима и благим и кишовитим зимама. Недостатак воде је значајно ограничење, али, будући да је Патмос близу копна, користе се богати подземни извори. Због тога је биљни и животињски свет бујнији него на неким околним острвима, мада је он особен за ову климу. Од гајених култура доминирају маслина и винова лоза.

## Историја
Патмос је насељен још током праисторије. Међутим, острво је касније било ненасељено дуже раздобље - од 6. века п. н. е. до 1088. године н. е. Те године је монах Христодул основао чувени манастир Св. Јована Богослова. Масовније досељавање на Патмос започело је после освајања Цариграда од стране Турака, када су бројне грчке избеглице бежале са копна на запад. Патмос је био вековима под Османским царством, али је острво задржало одређене привилегије, и захваљујући развоју трговине доживело процват у 18. веку. Већина традиционалних „господских“ кућа (грч. αρχοντικά архондика) у Хори потиче из овог периода. И поред тога месни Грци се нису мирили са страном владавином, па се становништво Патмоса укључило у Грчки устанак 20-их година 19. века, али није било прикључено новооснованој Грчкој. 1912. године острво запоседа Италија, која га губи после Другог светског рата у корист Грчке. Пропадање острва било је неминовно у овим турбуленцијама 20. века, али се последњих деценија ово донекле умањило развојем туризма.

## Становништво
Главно становништво на Патмосу су Грци, поред неколицине страних досељеника. Патмос спада у прилично густо насељена острва међу значајинијим острвима Додеканеза, а развој туризма током протеклих 20-ак година допринео је даљем просперитету острва и спречавању пада броја становника.

## Привреда
Данас се привреда Патмоса углавном заснива на туризму и поморству. За туризам на Патмосу карактеристично је ходочасништво и разне културне и образовне манифестације на острву.

## Галерија
- Хора
- Панорама, лука
- Манастир Св. Јована Богослова
- Пећина Апокалипсе(улаз)
- Предео
- Патмос, Ливади
- Патмос
- Манастир, у позадини врх Пр. Илије